# سيادة بورن (فلم)
سيادة بورن (بالإنجليزية: The Bourne Supremacy) هو فيلم حركة وتجسس وإثارة أمريكي-ألماني 2004 من إخراج بول غرينغراس وسيناريو توني غيلروي، مستحوى جزئياً من الرواية التي تحمل نفس الاسم للكاتب روبرت لودلم. الفيلم هو الثاني ضمن سلسلة أفلام بورن، سبقه هوية بورن (2002) وتبعه إنذار بورن (2007) وميراث برون (2012) واتبعه (فيلم) (جيسون بورن) سنة (2016) وهو آخر إصدارات سلسلة افلام (جيسون بورن)
سيادة بورن هو تكملة لقصة جيسون بورن، وهو قاتل سابق للمخابرات الأمريكية وفاقد للذاكرة. جيسون برون يؤدي دوره مات ديمون، حيث يحاول في الفيلم معرفة المزيد عن ماضيه بينما يلقى مرة آخرى في مؤامرة تتضمن المخابرات المركزية وبرنامج الأغتيالات «تريدسون». الفيلم أيضا من بطولة فرانكا بوتينت بدور حبيبته، ماري هيلينا كروتز وجوان ألين بدور باميلا لاندي وجوليا ستايلس بدور نيكي بارسونز.
صدر الفيلم في 23 يوليو/ تموز، 2004 وحقق نجاحاً تجاري كبير بإيرادات وصلت إلى 288 مليون $، كما تلقى مراجعات إيجابية من النقاد. مجلة إمباير وضعته في المركز ال454 ضمن قائمة أفضل 500 فيلم على الإطلاق.

## روابط خارجية
- سيادة بورن على موقع IMDb (الإنجليزية)
- سيادة بورن على موقع ميتاكريتيك (الإنجليزية)
- سيادة بورن على موقع الموسوعة البريطانية (الإنجليزية)
- سيادة بورن على موقع روتن توميتوز (الإنجليزية)
- سيادة بورن على موقع نتفليكس (الإنجليزية)
- سيادة بورن على موقع قاعدة بيانات الأفلام العربية
- سيادة بورن على موقع ألو سيني (الفرنسية)
- سيادة بورن على موقع Turner Classic Movies (الإنجليزية)
- سيادة بورن على موقع أول موفي (الإنجليزية)
- سيادة بورن على موقع بوكس أوفيس موجو (الإنجليزية)